# 廣州法國外籍人員子女學校
廣州法國國際學校（法語：École Française Internationale de Canton）是中國廣東省廣州市的一所法国国际学校，1997年成立，位于白云区金沙洲的金域蓝湾小区，之前的校址在天河區的僑鑫·匯景新城，再之前则在二沙岛的金亚花园。這間學校属教育部登记在案的國際學校，只能招收非中国国籍的学生（也接受港澳学生），學校开办中小學、幼稚園等课程。

## 外部連結
- École Française Internationale de Canton （页面存档备份，存于） （法文）
- École Française Internationale de Canton，存于
- 广州法国国际学校 （页面存档备份，存于） 国际学校网